# Dubiaranea grandicula
Dubiaranea grandicula là một loài nhện trong họ Linyphiidae. Loài này được phát hiện ở Peru.